# Maxwell Award
Der Maxwell Award ist ein Sportpreis, der in den Vereinigten Staaten seit 1937 jährlich an den besten Spieler im College Football verliehen wird. Verantwortlich für die Auswahl des mit dem Preis ausgezeichneten Spielers ist eine Kommission aus Sportkommentatoren und -journalisten, Cheftrainern von Mannschaften der National Collegiate Athletic Association sowie Mitgliedern des in King of Prussia in Pennsylvania ansässigen Maxwell Football Club, dessen Ziel die Förderung des Football-Sports und der Sicherheit der Spieler ist.
Neben der ebenfalls an den besten Spieler verliehenen Heisman Trophy, die im Allgemeinen als prestigeträchtiger angesehen wird und mehr Medieninteresse hervorruft, gilt der Maxwell Award als „der andere Preis“ (The Other Award). Johnny Lattner (1952, 1953) und Tim Tebow (2007, 2008) sind bisher die einzigen Spieler, die zweimal mit dem Preis ausgezeichnet wurden.